# Deplanchea montana
Deplanchea montana là một loài thực vật có hoa trong họ Chùm ớt. Loài này được (Vieill. ex Beauvis.) Guillaumin mô tả khoa học đầu tiên năm 1935.